# Archaeocidaris
Archaeocidaris is een geslacht van uitgestorven zee-egels, dat leefde van het Vroeg-Carboon tot het Perm.

## Beschrijving
Deze zee-egel had een grote, gestekelde schaal, die was samengesteld uit twee rijen smalle, interambulacrale platen en uit vier rijen platen bestaande brede ambulacra, die elk centraal waren voorzien van een knobbel, met daarop een lange dunne stekel, die scharnierend was bevestigd. Het merendeel van de schaal bevatte een kortstekelige, viltige vacht. De monddelen bevonden zich aan de onderzijde. De normale diameter bedroeg ongeveer 8 cm.

## Leefwijze
Dit omnivore geslacht bewoonde open zeeën.